# Млинаровце
Млинаровце (слч. Mlynárovce) насељено је мјесто са административним статусом сеоске општине (слч. obec) у округу Свидњик, у Прешовском крају, Словачка Република.

## Становништво
| Година:    | 1994. | 2004.   | 2014.   | 2024.   |
| ---------- | ----- | ------- | ------- | ------- |
| Број људи: | 227   | 233     | 216     | 221     |
| Разлика:   |       | +2,64 % | -7,29 % | +2,31 % |

| Година:    | 2023. | 2024.   |
| ---------- | ----- | ------- |
| Број људи: | 215   | 221     |
| Разлика:   |       | +2,79 % |

Према подацима о броју становника из 2024. године насеље је имало 221 становника.